# Suseta
Suseta (en francès Suzette) és un municipi francès situat al departament de la Valclusa i a la regió de Provença – Alps – Costa Blava.

## Demografia
| 1962                                       | 1968 | 1975 | 1982 | 1990 | 1999 | 2006 |
| ------------------------------------------ | ---- | ---- | ---- | ---- | ---- | ---- |
| 103                                        | 83   | 89   | 113  | 108  | 129  | 120  |
| Des de 1962: població sense dobles comptes |      |      |      |      |      |      |

## Administració
| Període   | Identitat        | Partit |
| --------- | ---------------- | ------ |
| 1983-1989 | Lucien Blanchard |        |
| 2001-2008 | Michel Ravardel  |        |
| 2008-     | Sabine Dementhon |        |